# Ivan Kevrić
Ivan Kevrić (Visočane, 1946. – Zadar, 8. kolovoza 2014.), hrvatski katolički svećenik i književnik.

## Životopis
Rođen je se u Visočanima. Zaređen je 1971. godine. Sedmi je svećenik iz Kevrića. Mjesta svećeničkog službovanja bili su mu Povljana, Vlašići i Dinjiška na otoku Pagu, a potom Poličnik, Suhovare, Turnj i Radovin. U tri župe istodobno je služio 25 godina. Službovao je i na prvoj crti bojišnice tijekom Domovinskoga rat i vodio ratni dnevnik. U župi Radovinu služio 11 godina, od 1997. do 2008. godine. O Radovinu je pisao u svojoj monografiji, kojom je pridonio etnografiji, zavičajnoj povijesti, povijesti umjetnosti i Crkve, školstva i folklornih aktivnosti mjesta i župe.[nedostaje izvor] Službovao u rodnim Visočanima pred umirovljenje. Zbog narušena zdravlja oslobođen službe 2012. godine i odselio u Nadbiskupski dom u Zadru.
Pisao u Glasu Koncila, Maku i Narodu. Objavio desetak knjiga: monografija Visočane, monografija Radovin, Visočane II, Poličnik, zbirka pjesama Majka, putopis Osam dana u Svetoj Zemlji, roman don Trpimir I i II, O. Josip Milunović - život i djelo (o Josipu Milunoviću, propovjedniku, misionaru, vrijednom svećeničkom jezuitu kojeg su 15. ožujka 1709. godine iznjedrile Visočane),  priče i razmišljanja seoskog župnika Jutarnja Danica.

## Nagrade
- 2006. Nagrada za životno djelo Općine Poličnik
- 2012. Nagrada za životno djelo Općine Ražanac